# The Chronicles of Riddick: Dark Fury
The Chronicles of Riddick: Dark Fury è un mediometraggio d'animazione del 2004, diretto da Peter Chung (il regista giapponese del nono e ultimo episodio del film animato Animatrix), prodotto direttamente per l'home video da Universal Pictures come spin-off e collegamento tra i film live action Pitch Black (2000) e The Chronicles of Riddick (2004).

## Trama
Dopo le avventure raccontate nel primo film, Richard B. Riddick, Jack e Imam, scappano con una navicella dal terrificante pianeta popolato dai feroci alieni notturni. Vengono però catturati da un'astronave capitanata da Antonia Chillingsworth, una malvagia collezionista di criminali, che dopo averli congelati li tiene in mostra come vere e proprie statue viventi. Appena Antonia scopre che sulla navicella si trova Riddick, gli scaglia addosso il suo esercito di mercenari allo scopo di catturarlo e ibernarlo.
Dopo aver approfittato della schiuma del sistema antincendio a gravità zero per creare una bolla impenetrabile ai proiettili in cui si nasconde, Riddick incontra Antonia che gli impianta un esplosivo nel collo per controllare le sue possibili reazioni. Dopo aver combattuto per il divertimento di Antonia contro due mostri alieni, Riddick si estrae l'esplosivo con un coltello e lo lancia contro Antonia, creando un diversivo che permette ai tre amici di scappare. La donna sguinzaglia furiosamente un androide segugio dopo aver dis - ibernato tutti i suoi mercenari fra cui il cinico e avido Toombs per dare la caccia a Riddick. Il fuorilegge furiano non si lascia catturare facilmente, e dopo aver decimato i mercenari e aver combattuto contro Junner, il braccio destro di Antonia, e infine eliminata la psicopatica donna, riesce a scappare con la scialuppa e i suoi due amici Jack e Imam. Alla fine Riddick fa rotta verso New Mecca sul pianeta Helion Primo e Toombs giura di catturarlo.